# مرد فراری (فیلم ۱۹۸۷)
مرد فراری (به انگلیسی: The Running Man) یک فیلم اکشن و علمی تخیلی آمریکایی محصول سال ۱۹۸۷ به کارگردانی پل مایکل گلیسر با بازی آرنولد شوارتزنگر، ماریا کونچیتا آلونسو، ریچارد داوسون، یافت کوتو و جسی ونتورا است. داستان فیلم در ایالات متحده ویران‌شهر بین سال‌های ۲۰۱۷ تا ۲۰۱۹ اتفاق می‌افتد و شامل یک نمایش تلویزیونی است که در آن «دوندگان» مجرم محکوم باید از مرگ به دست قاتلان حرفه‌ای فرار کنند. این فیلم تا حدودی بر اساس رمان مرد فراری نوشته استیون کینگ در سال ۱۹۸۲ ساخته شده است که با نام مستعار ریچارد باخمن منتشر شد.
فیلم «مرد فراری» در گیشه ایالات متحده با فروش ۳۸ میلیون دلار در برابر بودجه ۲۷ میلیون دلاری خود، موفقیت متوسطی کسب کرد، اما با واکنش‌های متفاوتی از سوی منتقدان مواجه شد. اقتباس سینمایی جدیدی به همین نام از این رمان به کارگردانی ادگار رایت با بازی گلن پاول در نقش اصلی، توسط کمپانی پارامونت پیکچرز در سال ۲۰۲۵ منتشر شد.

## داستان
اوایل قرن بیست و یکم. آمریکا به دنبال یک شکست عظیم اقتصادی با یک حکومت پلیسی اداره می‌شود. خلبان هلی کوپتر پلیس، «بن ریچاردز» (شوارتزنگر) که دستور دارد شورشیان در جستجوی غذا را هدف آتش قرار دهد، از این کار خودداری می‌کند و حالا مقامات برای عوام فریبی، «ریچاردز» را مسئول کشتار معرفی می‌کنند و او را به زندانی مخوفی می‌اندازند.

## اکران
اکران فیلم از تابستان ۱۹۸۷ به روز شکرگزاری ۱۹۸۷ موکول شد، زیرا تهیه‌کنندگان تمایل داشتند که فیلم تنها فیلم اکشن و دلهره‌آور باشد که در طول تعطیلات اکران می‌شود. این فیلم در ۱۳ نوامبر ۱۹۸۷ در ۱۶۰۰ سینما اکران شد و با نقدهای نسبتاً مثبتی روبرو شد

## بازخوردها
- در آخر هفته افتتاحیه فیلم «مرد فراری»، این فیلم در ۱۶۹۲ سینما اکران شد و ۸٫۱۱۷٫۴۶۵ دلار فروش داشت.[۳] مجموع فروش داخلی فیلم ۳۸٫۱۲۲٫۱۰۵ دلار بود.[۲]
- در وب‌سایت جمع‌آوری نقد و برسی راتن تومیتوز، دارای ۶۷٪ تائیدیه از رای ۴۸ نقد منتقدان است.[۴]
- در متاکریتیک که از میانگین وزنی استفاده می‌کند، بر اساس نظر ۱۲ منتقد، امتیاز ۴۵ از ۱۰۰ را به فیلم اختصاص داده است که نشان‌دهنده نقدهای «مختلط یا متوسط» است.[۵]
- مخاطبانی که توسط سینماسکور مورد نظرسنجی قرار گرفتند، به فیلم امتیاز متوسط «B+» در مقیاس A+ تا F دادند.[۶]